# フリードリッヒ・ヴィルヘルム・フォン・シュトイベン
フリードリヒ・ヴィルヘルム・ルドルフ・ゲアハルト・アウグスティン・フォン・シュトイベン (ドイツ語: Friedrich Wilhelm Ludolf Gerhard Augustin von Steuben、1730年9月17日 - 1794年11月28日、シュトイベン男爵）は、プロイセン王国の陸軍士官であり、アメリカ独立戦争ではジョージ・ワシントン将軍に仕えた。大陸軍に軍隊の訓練と統制の基本を教えたことでその功績を知られている。

## 生い立ち、および青年時代
シュトイベンは1730年にプロイセンのマクデブルクで、技師中尉ヴィルヘルム・アウグスティン・シュトイベン（1699年 - 1783年）の息子として生まれた。シュトイベンは、プロイセン王兼ブランデンブルク選帝侯フリードリヒ・ヴィルヘルム1世が、シュトイベンの父親にロシア帝国へ行って時のロシア皇帝アンナ1世に仕えるよう命令した時に、父親のヴィルヘルムに従ってロシアへ同行した。1740年、フリードリヒ2世がプロイセン王を継承した後にシュトイベンの一家はプロイセンに戻った。
シュトイベンは、ブレスラウのイエズス会で教育を受け、17歳の時プロイセン陸軍に士官として入った。歩兵隊の参謀将校の一員として七年戦争に従軍した後、参謀本部の一員として一時的にロシアで働いた。シュトイベンの勤務態度は賞賛に値するものだったので、最終的にはフリードリヒ2世の参謀職を割り当てられた。プロイセン陸軍での参謀本部員としての経験は豊かな知識を彼に植え付けた。シュトイベンの訓練は軍隊に必要とされる技術的な知識を大陸軍の兵士にもたらすことになった。

## 求職活動
シュトイベンが33歳になった1763年、ほんの思いつきで陸軍大尉のまま除隊した。翌年、ホーエンツォレルン・ヘッチンゲンの王宮で執事となった時に男爵号を贈られた。シュトイベンは、廷臣として1771年にお忍びでフランス王国へ行く王子に同行した。この時は借金できることを期待していた。資金造りに失敗し、負債を抱えたまま1775年にドイツに帰った。運命を変えるべく仕事を求めて、シュトイベンはオーストリアや、バーデン、フランスなどの国外軍隊に求職活動を行った。シュトイベンは、パリにベンジャミン・フランクリンが居るのを知って、アメリカの大陸軍ならば仕事が見つかるに違いないと思った。
シュトイベンは1777年の夏にパリに行った。幸運にも、シュトイベンはフランス陸軍長官のクロード・ルイの紹介状を得た。ルイはプロイセンの参謀本部員として訓練に関わったシュトイベンの潜在的な能力を十分認識していた。フランクリンからワシントンに宛てた手紙の中では「プロイセン王に仕えた中将」とシュトイベンの軍歴にしては大げさな言い方で紹介された。シュトイベンは旅行費用を集めてマルセイユから出港した。1777年9月26日、ニューハンプシャーのポーツマスに到着し、12月1日にはボストンで法外に歓待された。大陸会議は当時フィラデルフィアを追い出され、その年の冬と翌1778年2月5日にはペンシルベニアのヨークで開かれていたが、シュトイベンもこれに同行した。大陸会議は当面無給でシュトイベンの志願を認め、2月23日、バレーフォージにいたワシントンに付くように指示した。シュトイベンは英語を話さなかったが、フランス語で何人かの将校と話ができた。アレクサンダー・ハミルトンとナサニエル・グリーンはこの面で大きな助けになった。この二人はシュトイベンが兵士の訓練計画を作るのを助け、3月には総司令官の許可を取り付けた。
1781年シュトイベンはイギリス軍のジョン・アンドレ少佐に対するスパイ容疑で軍法会議に出席した。同年、少将としてヨークタウンの包囲戦に参加した。独立戦争の終了後、シュトイベンは幾つかの州から土地の提供申し出を受けたが、最終的に大陸会議が年金$2,500ということにした。シュトイベンは1783年にアメリカ市民となった。

## 訓練の方法

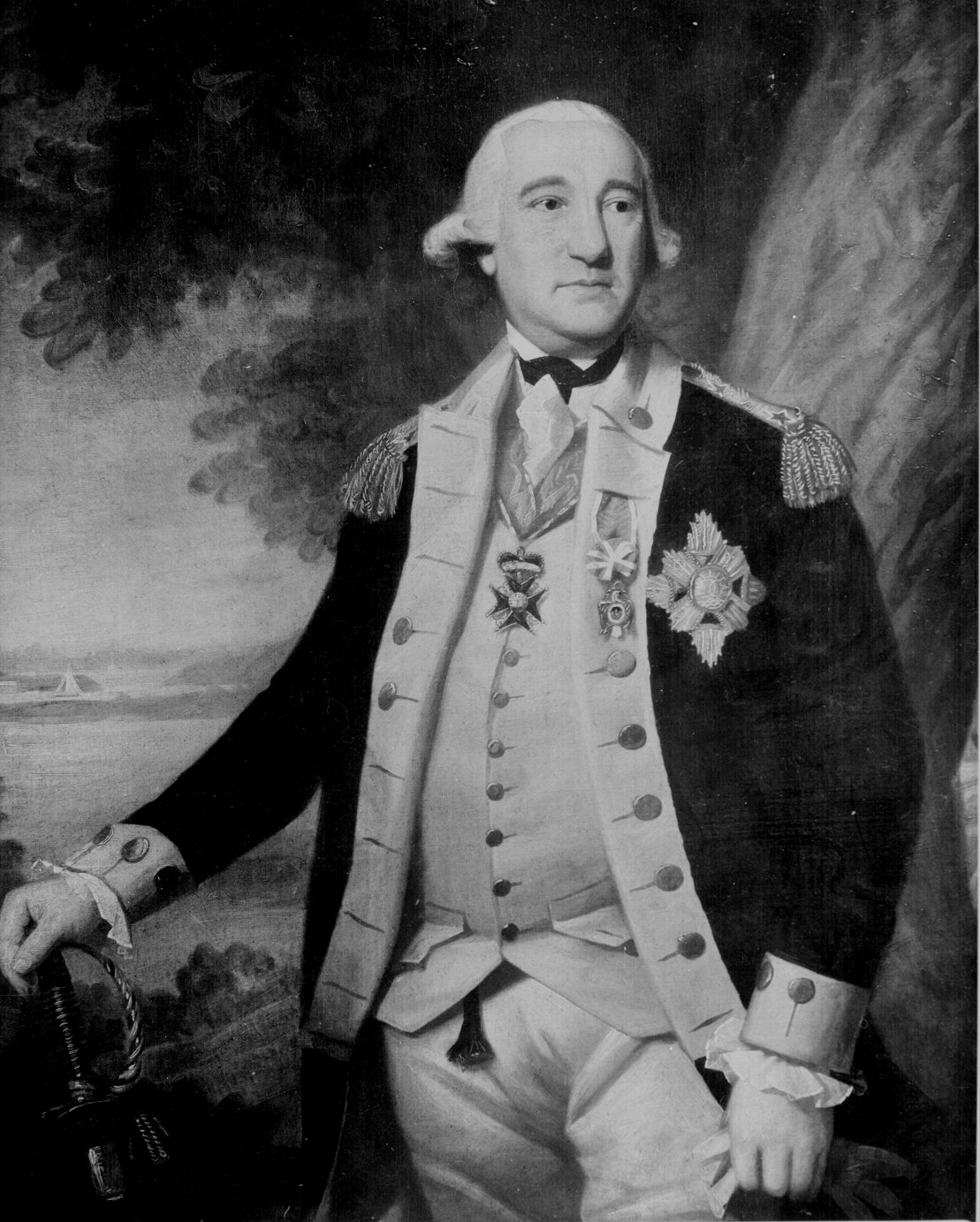
フォン・シュトイベン男爵

シュトイベンはアメリカ合衆国建国の父の一人と考えられている。監察官に指名され、軍隊を作り、その組織を再構築し、優秀な参謀を養成し、火器の比率を改善する戦術マニュアルを揃えた。これらの多くは今日にいたる軍組織構造に生かされている。
シュトイベンの訓練方法は「模範中隊」を作ることだった。この100名の選ばれた者達がそれぞれの連隊に帰ってその中で機能的に働きかけていくことになる。シュトイベンの幅の広い人間性がその神秘的雰囲気をさらに強めていた。シュトイベンは満足に服も着られない兵士の訓練にあたっては、きちんとした軍服に身を包みドイツ語やフランス語で兵士をののしり、大声を掛けて行軍させた。これがもはや成功しないような時は、フランス語の話せるベンジャミン・ウォーカー大尉を連れて来て、英語でののしらせた。訓練も受けずに新兵を配属するような習慣を止めさせ、兵員学校から始めて連隊学校に進ませる事前訓練の制度を導入した。各中隊の指揮官には新人の訓練に責任を持たせたが、実際の指示は選ばれた軍曹達にやらせた。
18世紀の戦闘方式は、一度戦闘に入ってしまえば比較的単純であった。近距離の戦闘では一斉射撃が用いられたので、発砲する速度が重要であった。敵の戦列より速く銃を撃つことが正確さよりも重んじられた。規則の多くは武器と火器の鍛錬を扱っていた。しかし、戦闘は接近戦の鍛錬のたまものであり、発砲の速度は弾込めや発砲が機械的にできるまで取扱いに慣れた兵士によってのみ改善可能であった。
発砲は8つ数える間に12の動き（モーション）を行うことでなされた。
- Fire! 「撃て」 1モーション
- Halflock! 「撃鉄起こせ」 1モーション
- Handle - Cartridge! 「薬包取れ」 1モーション
- Prime! 「火薬詰め」 1モーション
- Shut - Pan! 「蓋閉じよ」 1モーション
- Charge with Cartridge! 「弾込め」 2モーション
- Draw - Rammer! 「衝き棒取れ」 2モーション
- Ram down - Cartridge! 「衝き棒衝け」 1モーション
- Return - Rammer! 「衝き棒抜け」 2モーション

複雑なように見えるが、この新しい銃器取扱い方法は他国の軍隊で使われているよりも単純であり、かなり速度を上げることができた。アメリカ独立戦争当時の戦闘の大半は立ち姿勢でのろのろとしたものであった。勝った方は最初の一斉射撃に成功した方であり、反撃をかわし敵よりも速く弾込めできた方であった。一度兵士がそのマスケット銃の扱いを身に付けたら、3人のグループに付けられ、続いて12人のグループに付けられ、回転して右と左にならって列を作るように教えられた。列を作ることと列にならうことが強調され、適切な整列が順調な発砲に必要とされた。
シュトイベンは宿営地の衛生管理についても新たな計画を立てた。衛生管理と宿営地の配置について標準化したが、これは1世紀半後までも標準たりえた。それまではテントや小屋の配置にも基準がなかった。兵士は望む所で休むことができたし、動物が死んだときは、肉を取ったあとは腐るまで放置されていた。シュトイベンは指揮官、士官および兵士達の住まいを整列させた。調理場と便所は宿営地の反対側に離れて置き、便所を坂の下の方に置いた。中隊と連隊の通りができて友好的な配置となった。
たぶん、シュトイベンがアメリカ独立戦争で果たした最も大きな功績は銃剣術の訓練であった。バンカーヒルの戦い以降、大陸軍は勝つためには銃砲弾に頼る傾向にあった。戦争の初期、大陸軍の兵士は銃剣を戦闘用具としてもむしろ調理用の串や道具として使っていた。シュトイベンの教えた効果的な銃剣の使い方が必須となった。ストーニー・ポイントの戦いでは、大陸軍兵士は弾を込めていないライフルで突撃し、シュトイベンの教えた銃剣術だけで戦いに勝った。
この訓練の成果は1778年5月20日のバーレンヒルの戦いで、さらに6月28日に終わったモンマスの戦いで実証された。ワシントンは4月30日にシュトイベンの監察官への任免を推薦し、大陸会議は5月5日に承認した。1778年の夏に敵がモンマスに向かっていると最初に報告したのは、ワシントンの作戦本部に勤務していたシュトイベンであった。1778年から1779年にかけての冬、「アメリカ合衆国軍の規律と統制に関する規則」（後にブルーブックと呼ばれた）を作成した。その内容はバレーフォージで考案した計画に基づいていた。
次の冬(1779-1780)、軍隊の再編に関する提案を作成し、ワシントンが大陸会議に提出した。シュトイベンはその後、新しく南部方面軍の指揮官となったナサニエル・グリーンに同行した。シュトイベンはバージニアに方面軍本部を置き、そこから軍に対する物資や人員の補給が行われるようにした。1781年の春、シュトイベンは南部戦線の支援を行い、6月にはラファイエットに450名のバージニア兵を送った。ヨークタウンの包囲戦では、ワシントンの3個師団のうち1つの指揮官となった。1783年の大陸軍解体と続く新国家の防衛計画の作成でワシントンを助けた。1784年3月、ペンシルベニアの法律に基づきアメリカ合衆国市民となった。シュトイベンは1784年3月24日名誉の除隊を遂げた。
シュトイベンはニューヨークに居を構え、ドイツ改革派教会の重要人物となった。シュトイベンの商才はそれほど鋭くなかったのでまもなく財政的に苦しくなった。その大きな理由は合衆国政府から年金が支給されていなかったことによっており、1790年6月になってやっと年金$2,500が認められた。シュトイベンの財政的基盤は盤石のものではなかったので、アレクサンダー・ハミルトンなどの友人達の努力でニューヨークにある約16,000 エーカー (65 km2)の土地に基づく貸付金を得た。シュトイベンは1794年に独身のまま死んだ。彼の遺産は以前の友であるウィリアム・ノースやベンジャミン・ウォーカーに託された。

## シュトイベンの名前に因む事

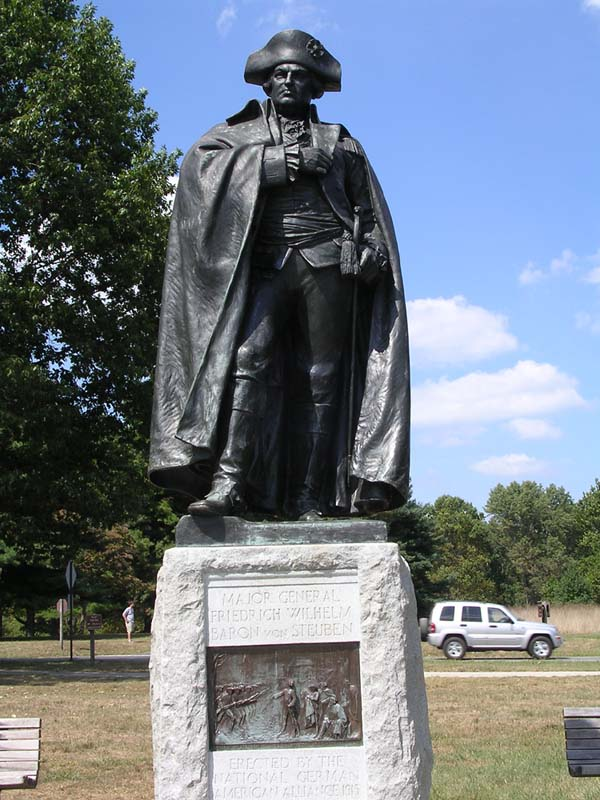
バレーフォージにあるシュトイベンの銅像

- 合衆国にはフォン・シュトイベン・デーという休日がある。所によって異なるが9月17日または19日または24日である。この日は1957年以来、ニューヨーク市で行われるドイツ系アメリカ人の祭りともなっている。祭りの参加者は行列し、踊り、昔の服装で楽器を奏でる。多くの見物客が訪れる。五番街ではパレードがあり、セントラル・パークでは人民祭（Volksfest）がある。
- シュトイベンの名前は軍艦にも付けられた。第一次世界大戦で捕獲されたドイツ軍艦クロンプリンツ・ヴィルヘルム(Kronprinz Wilhelm)は名前を変えてUSSバロン・フォン・スチューベン(USS Baron von Steuben)となった。第二次世界大戦ではダンプフシッフ・ゲネラル・フォン・シュトイベン(Dampfschiff (DS) General von Steuben)というドイツの豪華客船があったが、戦争中に武装輸送船に変えられた。冷戦時代ではアメリカ海軍の潜水艦フォン・スチューベンがあった。
- 合衆国にはシュトイベンという地名がいくつかある。例えばニューヨーク州シュトイベン郡、インディアナ州シュトイベン郡、オハイオ州スチューベンビルなどである。
- フォン・シュトイベン都市圏科学センターはイリノイ州シカゴにある公立高校である。
- ワシントンD.C.のホワイトハウスの真北にあるラファイエット広場にはアメリカ独立戦争に貢献した外国人指導者4人を称える銅像があり、そのうちの一人がシュトイベンである。
- シュトイベンの功績を称えて贈られたシュトイベン・ハウスはニュージャージー州リバー・エッジにある。元々は王党派の家族が住んでいた家であるが、1781年に押収されたものである。1928年にバーゲン郡が$9,000で購入し博物館として保存されている。家のある一帯は独立戦争と南北戦争両方の出来事の再現にも使われている。
- 1897年に造られたシュトイベン球技場はハミルトン・カレッジのフットボールチームのホームである。この球技場は合衆国の古い大学フットボール場としては10本の指に入る。[1]その名前はハミルトンの代理人として学校の定礎を据えたシュトイベン男爵に因んでいる。
- シュトイベンをモデルにしたテレビ映画などがある。1979年のシリーズもの「反逆者」でネヘミア・ペルソフによって演じられる人物のモデル、1984年のシリーズもの「ジョージ・ワシントン」におけるクルト・クヌードソン、アニメ「リバティ・キッズ」でアーノルド・シュワルツェネッガーが声優を務めたもの、などである。
- シュトイベンは軍隊におけるゲイの初期例として上げられることがある。この件についての信憑性は結論が出ていない。